# Кассиопея (певица)
Кассиопея (фр. Cassiopée), настоящее имя — Вероника Лапьер (фр. Véronique Lapierre; род. 16 октября 1977, Квебек, Канада) — канадская певица.

## Биография
Вероника Лапьер родилась 16 октября 1977 года в Квебеке, Канада. С 4 лет занимается танцами и пением. В 14 лет начала интенсивно заниматься вокалом с преподавателями.

## Карьера
Начала профессиональную карьеру в 1998 году с участия в шоу французского традиционного кабаре «Les Folie’s de Paris» в Квебеке (Канада), Лилле и Каннах (Франция), в качестве танцовщицы, ассистентки фокусника, артистки и бэк-вокалистки. В 2000 году после переезда в Монреаль она стала танцовщицей кабаре «La Troupe Paris». В 2002 году Вероника победила в номинациях «Лучший исполнитель» и «Лучший сценический образ» на международном фестивале «De la chanson de Granby» (FICG), а в 2006 году она была приглашена на него уже в качестве судьи.
В 2003 году она исполнила роль Изабелль в мюзикле Феликса Грея «Дон Жуан», который в 2004 году получил премию «Феликс». В 2005 году участвовала в постановках «Du Rock a l’Opera II» и «Si alys m'Était chantee».
В 2006 году Кассиопея выпустила одноименный дебютный сольный альбом. В 2007 году входила в число кандидаток на место вокалистки группы Nightwish.
В 2008 году Кассиопея исполняет роль вампирессы в мюзикле «Дракула: Между любовью и смертью» во Франции. В 2009 году выступала на «Дне Канады» в Оттаве. Также исполнила роль Джинниньи в мюзикле Феликса Грея «Шахерезада — 1001 ночь».
С 2007 по 2010 год пела в симфо-метал группе «Anemonia». С ноября 2010 года исполняет роль Лии в шоу «Заркана» Цирка Дю Солей и рок-певицы в шоу «Зьюменити».
В 2019 году вернулась к роли Изабелль в новой версии мюзикла «Дон Жуан».

## Мюзиклы
- 2003—2006, 2019—2020 — Дон Жуан / Don Juan — Изабелль
- 2008 — Дракула: Между любовью и смертью / Dracula, entre l’amour et la mort — вампиресса
- 2009 — Шахерезада — 1001 ночь[фр.] / Sherazade, les mille et une nuits — Джиннинья

## Дискография

### Сольно
- 2006 «Cassiopée»

### С Anemonia
- 2007 «All Yet to Be Born» (demo)
- 2009 «Moonlit Numina»